# Lago Lauricocha
Il lago Lauricocha (in spagnolo Laguna Lauricocha) è un lago situato ai piedi della Cordillera Raura, sulle Ande, nel Perù centrale. Dal punto di vista amministrativo è compreso nel territorio del distretto di San Miguel de Cauri, nella provincia di Lauricocha (regione di Huánuco). Il suo nome deriva dai termini in lingua quechua lauri (azzurro) e cocha (lago).
Suo emissario è il fiume Lauricocha, che unendosi più a valle con il fiume Nupe forma il  Marañón, uno dei principali affluenti del Rio delle Amazzoni.
Tra le caverne a poca distanza dal lago sono stati trovati i resti umani più antichi del Perù; si calcola che siano stati inumati circa 10000 anni fa. Il ritrovamento poco lontano dei resti di tre bambini ha fatto ipotizzare l'esistenza di un rito sepolcrale, e quindi l'esistenza di una credenza religiosa. Nelle caverne sono inoltre presenti alcune pitture rupestri.
Nella zona settentrionale del lago è inoltre presente un ponte in pietra lavorata di origine incaica della lunghezza di 60 m.